# Manos prietas
Los manos prietas fueron un grupo indígena precolombino del grupo de los coahuiltecos, que se encontraba asentado en el actual Eagle pass, Texas y eran originarios de Coahuila, hacia el año de 1675 había alrededor de 232 integrantes, y en 1677 pasaron a la Misión de Santa Rosa de Nadadores, aunque ya se consignaba su existencia en 1674.
En 1688 los manos prietas participaron en una rebelión regional en el centro de Coahuila y atacaron junto con los belicosos alazapa a Monterrey y Saltillo.[cita requerida]
El último registro de integrantes de esta etnia fueron 25 individuos, habitantes de Monclova, en 1793.

## Cultura

### Alimentación
Ciertos detalles sobre su cultura fueron recopilados cuando aún vivían en el noreste de Coahuila. Subsistían de la recolección de raíces silvestres, frutas, bellotas, de la caza de ciervos y bisontes y de la pesca.[cita requerida]

### Vivienda
Vivían en chozas redondas cubiertas con pieles de bisonte disecadas al sol, sus casas no eran cónicas, sino que eran tipis.[cita requerida]

### Relaciones intertribales
Los manos prietas eran relativamente pacíficos ya que se observó que cuando iban a acudir visitas de otras etnias, éstos celebraban y danzaban, cuando llegaban, intercambiaban arcos y flechas para simbolizar la paz.[cita requerida]